# Real (stormarknad)
Real (egen notation: mein real, fram till den 1 juli 2022 real, fram till 2017 real,-) var en tysk livsmedelskedja som tillhörde SCP Group (dotterbolag till Metro AG fram till 2020). Real grundades 1992 av olika kedjor (divi, basar, Continent, esbella och real-kauf). Kedjan delades för efterhand upp och några av butikerna förs vidare till konkurrenter eller stängs.

## Historia
Real skapades 1992 inom Metro Group genom en sammanslagning av stormarknadskedjorna divi, basar, Continent, ebella och real-kauf. I augusti 1992 hade 23 platser ändrat sin flagga. Massa tillkom i slutet av 1995, senare följt av massa-Mobil, Meister, BLV, Huma och Suma. Vart och ett av dessa företag var regionalt framgångsrika i årtionden. 1998 tillkom 94 stormarknader från Allkauf Group och 20 stormarknader från sydtyska Kriegbaum Group. I maj 1999 bytte fem Extra-stormarknader till Real. Den 29 september 2023 ansökte bolaget om insolvens under egenadministration för de återstående 62 butikerna med totalt över 5 000 anställda. Med försäljningen av 14 butiker till konkurrenter och stängningen av alla återstående 49 butiker den 23 mars 2024, upphörde real GmbH sin verksamhet.

## Egna märkesvaror
Real har olika detaljhandelsvarumärken inom både icke-livsmedels- och livsmedelssektorn:
- Jeden Tag: matvaror (rabattmärke); introducerad 2020, sedan 6 september 2021 den gradvis ersatte TiP-varumärket (Toll im Preis) nästan helt
- Meister Wurst: dagligvaror (kött- och korvprodukter); existerat från 1991 (som ett dotterbolag till Kriegbaum Group), från 1998 ett dotterbolag till Metro, sedan 2021 en del av Wilhelm Brandenburg (dotterbolag till Rewe Group)
- real Bio: ekologiska produkter; sedan hösten 2008
- real Quality: mat och icke-livsmedel (kvalitetsmärke); sedan hösten 2008
- TiP: Livsmedel och icke-livsmedel (rabattmärke); förkortning för Toll im Preis (sv.: Bra till priset); introducerades i föregångaren real-kauf 1987; har successivt ersatts av "Jeden Tag" sedan den 6 september 2021; var ibland fortfarande representerad inom icke-livsmedelsområdet

- Ohne teuer.: Livsmedels- och icke-livsmedelsartiklar (rabattmärken); prissatt under TiP; gällde från oktober 2013 till april 2018
- real Selection: mat (premiummärke); gällde från hösten 2008 till april 2018
- Sôi: kosmetika (kvalitetsmärke); gällde från oktober 2014 till september 2020

## Logotyp

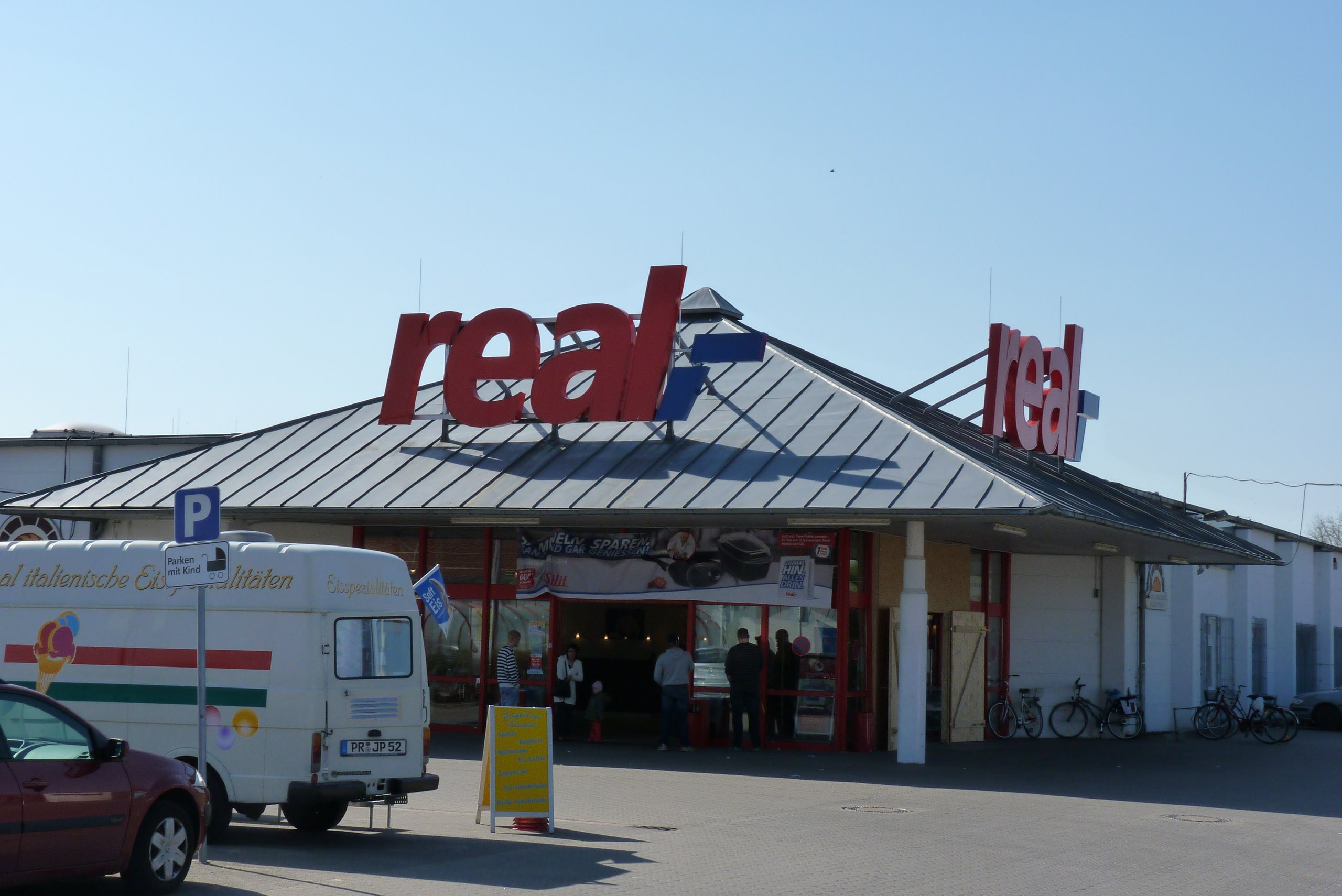
Realbutik i Pritzwalk i Brandenburg (2010)

Reals logotyp fram till 2017
Reals logotyp med slogan fram till 30.06.2022
Logotyp från 01.07.2022 till 31.03.2024